# Brigham Young Egyetem
A Brigham Young Egyetem (rövidítve: BYU, vagy csak The Y) magán kutatóegyetem a utah-i Provóban. 1875-ben alapította Brigham Young felekezeti vezető és az Utolsó Napi Szentek Jézus Krisztus Egyháza a legnagyobb támogatója.
A BYU sok diplomaprogramot működtet, összesen 195 alapfokú képzése, 98 mesterképzése és 30 doktorátusi képzése van. Provói főcampusán tizenegy iskolán működik és van két campusa: egy Jeruzsálemben és egy Salt Lake City-ben is. Testvérintézményei, amiket a Church Educational System irányít, Hawaii szigetein és Idahóban helyezkednek el.
A BYU majdnem összes tanulója az Utolsó Napi Szentek Jézus Krisztus Egyháza tagja. Minden diáknak, aki az egyetemre jár, el kell fogadnia az egyetem becsületkódexét, ami az egyház tanításainak felel meg, például tanulmányi becsületesség, megfelelő öltözködés és önápolás, absztinencia közösüléstől, azonos neműek közötti romantikus kapcsolattól, illetve alkohol vagy más kábítószerek használatától. Az alapfokú képzésben résztvevő tanulóknak ezek mellett részt kell venniük az egyetem vallási programjaiban is, attól függetlenül, hogy mit tanulnak. Részben azért, mert az egyetem nagy hangsúlyt helyez a hittérítésre, a BYU tanulóinak 50%-a élt az Egyesült Államokon kívül, 65%-a beszél legalább két nyelvet, míg az intézményben 73 nyelvet tanítanak.
A BYU sportcsapatai BYU Cougars néven ismertek és az NCAA első divíziójában szerepelnek. Sportcsapataik összesen 12 NCAA országos bajnoki címet nyertek és 26-ot az NCAA-n kívül. 2021. szeptember 10-én a BYU elfogadta a Big 12 főcsoport meghívását és a 2023–2024-es tanévtől itt fog versenyezni.

## Főiskolák és intézmények
| Elnevezés                                           | Alapítás |
| --------------------------------------------------- | -------- |
| Marriott Üzletvezetési Iskola                       | 1891     |
| David O. McKay Oktatási Iskola                      | 1913     |
| Ira A. Fulton Mérnöki Főiskola                      | 1953     |
| BYU Család, Otthon és Társadalomtudományos Főiskola | 1969     |
| BYU Szépművészeti és Kommunikációs Főiskola         | 1925     |
| BYU Bölcsészettudományi Főiskola                    | 1965     |
| J. Reuben Clark Jogi Iskola                         | 1973     |
| BYU Biológiai Főiskola                              | 1954     |
| BYU Ápolói Főiskola                                 | 1953     |
| Matematikai Tudományok Főiskolája                   | 1949     |
| BYU Vallásoktatás                                   | 1959     |

## Ranglisták
| Az Egyesült Államokban                            | Az Egyesült Államokban |
| ------------------------------------------------- | ---------------------- |
| Forbes America’s Top Colleges 2022                | 57                     |
| Times Higher Education / Wall Street Journal 2022 | 138                    |
| U.S. News & World Report 2022–2023                | 89                     |
| Washington Monthly National Rankings 2022         | 13                     |
| Nemzetközi                                        |                        |
| Academic Ranking of World Universities 2022       | 401–500                |
| QS World University Rankings 2023                 | 1001–1200              |
| U.S. News & World Report 2022–2023                | 710                    |

## Fontos diákok
Az egyetem diákjai közül huszonegyen lettek szenátorok vagy képviselők az Egyesült Államokban, legtöbben Utah képviseletében. Ezek mellett voltak legfelsőbb bírósági bírók, kormányzók és miniszterek is. Ezek közé tartozott:
- Orrin Hatch, a Szenátus pro tempore elnöke
- Mitt Romney, szenátor, Massachusetts kormányzója
- Reed Smoot, szenátor
- Ezra Taft Benson, mezőgazdasági miniszter

Több egyetemi elnök is tanult itt az évek során, illetve Nobel-díjasai is vannak:
- Paul D. Boyer, Nobel-díjas biokémikus
- Philo Farnsworth, az elektronikus televízió feltalálója, tiszteletbeli diploma
- Harvey Fletcher, feltaláló
- Stephenie Meyer, amerikai író

Több szórakoztatóipari személy is tanult a BYU-n:
- Blake Allen, hegedűművész
- Don Bluth, filmrendező, animátor
- Elaine Bradley, dobos
- Aaron Eckhart, Golde Globe-jelölt színész
- Kieth Merrill, Oscar-díjas filmrendező
- Dan Reynolds, az Imagine Dragons Grammy-díjas együttes frontembere
- Mark Rober, youtuber és mérnök

Nem meglepően az egyetem több vallási vezetőt is tanított:
- Thomas S. Monson
- Neil L. Andersen
- D. Todd Christofferson
- David A. Bednar
- Jeffrey R. Holland
- Dallin H. Oaks

Az egyetem diákjai hét MLB World Series-ben, öt NBA-döntőben és 25 NFL Super Bowlban képviselték az intézményt.
- Rick Aguilera, MLB All Star baseball-játékos
- Danny Ainge, háromszoros NBA-bajnok kosárlabdázó
- Shawn Bradley, NBA-játékos kosárlabdázó
- Krešimir Ćosić, olimpiai érmes, Hall of Fame-beiktatott kosárlabdázó
- Jimmer Fredette, az év egyetemi játékosa díjas kosárlabdázó
- Mel Hutchins, négyszeres NBA All Star és év újonca díjas kosárlabdázó
- Wally Joyner, MLB All Star baseball-játékos
- Jack Morris, MLB All Star baseball-játékos
- Steve Young, NFL MVP és Super Bowl MVP amerikai futball-játékos

## Galéria
- A Carl F. Eyring Tudományos Központ
- Az Ezra Taft Benson Building
- Az egyetem campusa 2020-ban, Utah hegyeivel a háttérben
- Az egyetem hittérítő-képzőközpontja
- A Harold B. Lee Könyvtár bejárata
- A Heritage Halls, egyike a BYU sok kollégiumának
- A BYU Konferencia Központ
- A Gordon B. Hinckley látogatóközpont
- A Clyde Mérnöki Intézmény
- Diákok táncolnak a Joseph F. Smith Épület előtt
- A LaVell Edwards Stadion
- A Marriott Center kosárlabda-aréna
- Az egyetem, mikor még Brigham Young Akadémia néven volt ismert
- Az egyetem campusa Salt Lake City-ben
- Az egyetem jeruzsálemi központja

- A BYU Marriott Menedzsment Iskola logója
- A BYU TV logója
- A Neal A. Maxwell Vallástudományi Intézmény logója
- A Matematikai Tudományok Főiskolájának logója
- A Harold B. Lee Könyvtár logója